# Aneura minima
Aneura minima là một loài rêu trong họ Aneuraceae. Loài này được Carrington & Pearson Stephani mô tả khoa học đầu tiên năm 1899.